# WWE The Great American Bash
The Great American Bash foi um evento pay-per-view anual realizado pela World Wrestling Entertainment (WWE). No passado, era realizado pela Jim Crockett Promotions da National Wrestling Alliance (NWA), e mais tarde pela World Championship Wrestling (WCW). Este PPV esteve inativo entre 2000 e 2004, ano em que regressou como PPV exclusivo da SmackDown. Sua última edição em pay-per-view foi realizada em 2009 sob o nome The Bash.
Em 2012, a WWE promoveu um SmackDown ao vivo na noite de 3 de julho na cidade de Corpus Christi, no Texas com o nome de SmackDown LIVE: The Great American Bash em homenagem ao dia da independência dos Estados Unidos que foi comemorado um dia depois do evento.

## Resultados

### 2004
O The Great American Bash 2004 foi o primeiro evento pay-per-view The Great American Bash, sendo realizado em 27 de junho de 2004 no Norfolk Scope em Norfolk, Virgínia.
| No.                            | Lutas | Estipulações | Tempo |
| ------------------------------ | --- | --- | ----- |
| HEAT                           | Spike Dudley derrotou Jamie Noble                                                                           | Luta individual | 04:13 |
| 1                              | John Cena (c) derrotou René Duprée, Booker T e Rob Van Dam - Cena derrotou Booker T depois de um FU (15:52) | Fatal 4-Way Elimination Match pelo United States Championship                                                           | 15:52 |
| 2                              | Luther Reigns (com Kurt Angle) derrotou Charlie Haas (com Miss Jackie)                                      | Luta individual | 07:11 |
| 3                              | Rey Mysterio (c) derrotou Chavo Guerrero                                                                    | Luta individual pelo Cruiserweight Championship                                                                         | 19:40 |
| 4                              | Kenzo Suzuki (com Hiroko) derrotou Billy Gunn                                                               | Luta individual | 08:06 |
| 5                              | Sable derrotou Torrie Wilson                                                                                | Luta individual Os ombros de Torrie não estavam na lona para se fazer a contagem, mas o juiz contou mesmo assim.        | 06:06 |
| 6                              | Mordecai derrotou Hardcore Holly                                                                            | Luta individual | 06:31 |
| 7                              | John "Brandshaw" Layfield derrotou Eddie Guerrero (c)                                                       | Texas Bullrope Match pelo WWE Championship JBL ganhou quando tocou todos os quatro corners sem parar.                   | 21:06 |
| 8                              | The Undertaker derrotou The Dudley Boyz (Bubba Ray e D-Von) (com Paul Bearer)                               | Concrete Drypt Handicap Match Depois da luta, Undertaker preencheu de cimento uma cabine onde Paul Bearer estava preso. | 14:42 |
| (c) – Campeão(s) antes da luta | | |       |

### 2005
O The Great American Bash 2005 foi o segundo evento em pay-per-view The Great American Bash. O evento foi realizado no dia 14 de julho de 2005, na HSBC Arena, na cidade de Buffalo, Nova Iorque. O tema musical foi "Pay The Price", de Eric & The Hostiles.
| No.                            | Lutas | Estipulações                                                                                      | Tempo |
| ------------------------------ | --- | ------------------------------------------------------------------------------------------------- | ----- |
| HEAT                           | Paul London (c) derrotou Nunzio                                                                                     | Luta individual pelo Cruiserweight Championship                                                   | 02:33 |
| 1                              | Heidenreich e Road Warrior Animal derrotaram MNM (Johnny Nitro e Joey Mercury) (c) (com Melina)                     | Luta de duplas pelo WWE Tag Team Championship                                                     | 06:45 |
| 2                              | Booker T (com Sharmell) derrotou Christian                                                                          | Luta individual                                                                                   | 11:37 |
| 3                              | Orlando Jordan (c) derrotou Chris Benoit                                                                            | Luta individual pelo United States Championship                                                   | 14:23 |
| 4                              | The Undertaker derrotou Muhammad Hassan (com Daivari)                                                               | Luta individual pelo direito se tornar o desafiante número um pelo World Heavyweight Championship | 08:04 |
| 5                              | The Mexicools (Super Crazy, Psicosis e Juventud) derrotaram bWo (Big Stevie Cool, The Blue Meanie e Hollywood Nova) | Luta de trios                                                                                     | 04:53 |
| 6                              | Rey Mysterio derrotou Eddie Guerrero                                                                                | Luta individual                                                                                   | 15:39 |
| 7                              | Melina derrotou Torrie Wilson                                                                                       | Bra and Panties Match com Candice Michelle como juíza especial                                    | 03:53 |
| 8                              | John "Brandshaw" Layfield (com Orlando Jordan) derrotou Batista (c) por desclassificação                            | Luta individual pelo World Heavyweight Championship                                               | 19:47 |
| (c) – Campeão(s) antes da luta | |                                                                                                   |       |

### 2006
O The Great American Bash 2006 foi o terceiro evento em pay-per-view The Great American Bash. O evento foi realizado no dia 23 de Julho de 2006, na cidade de Indianapolis, Indiana. O tema musical oficial foi "Lonely Train", por Black Stone Cherry.
| No.                            | Lutas | Estipulações | Tempo |
| ------------------------------ | --- | --- | ----- |
| Dark                           | Funaki derrotou Simon Dean                                                                                             | Luta individual | N/A   |
| 1                              | Paul London e Brian Kendrick (c) derrotaram The Pit Bulls (Jamie Noble e Kid Kash)                                     | Luta de duplas pelo WWE Tag Team Championship | 13:28 |
| 2                              | Finlay (c) derrotou William Regal                                                                                      | Luta individual pelo United States Championship | 13:49 |
| 3                              | Gregory Helms derrotou Matt Hardy                                                                                      | Luta individual A luta originalmente seria entre Super Crazy e Helms pelo Cruiserweight Championship, mas Crazy não compareceu por motivos pessoais. | 11:13 |
| 4                              | The Undertaker derrotou Big Show                                                                                       | Punjabi Prison Match The Great Khali seria o oponente de Undertaker, mas foi substituído por Big Show.                                               | 21:35 |
| 5                              | Ashley Massaro derrotou Kristal Marshall, Jillian Hall e Michelle McCool - Ashley deixou Kristal semi-nua para ganhar. | Fatal 4-Way Bra and Panties Match | 05:17 |
| 6                              | Mr. Kennedy derrotou Batista por desclassificação                                                                      | Luta individual - Mark Henry seria o oponente de Batista nessa luta, mas não pode comparecer por causa de seu joelho machucado na noite anterior.    | 08:38 |
| 7                              | King Booker (com Queen Sharmell) derrotou Rey Mysterio (c)                                                             | Luta individual pelo World Heavyweight Championship Booker derrotou Mysterio depois de Chavo Guerrero acertá-lo com uma cadeira.                     | 16:46 |
| (c) – Campeão(s) antes da luta | | |       |

### SuperSmackDown LIVE: The Great American Bash (2012)
O Super SmackDown LIVE: The Great American Bash foi uma edição especial ao vivo do SmackDown que celebrou o dia da independência dos Estados Unidos. Foi realizado no dia 3 de julho de 2012 no American Bank Center na cidade de Corpus Christi, Texas. Foi o sétimo evento The Great American Bash produzido pela WWE e o único a não ser em formato pay-per-view.

#### Lutas
| No. | Lutas                                                                                             | Estipulações                                                                                             | Tempo |
| --- | ------------------------------------------------------------------------------------------------- | --- | ----- |
| 1   | Layla e The Great Khali derrotaram Aksana e Antonio Cesaro                                        | Luta de duplas mistas                                                                                    | 03:56 |
| 2   | Cody Rhodes derrotou Christian                                                                    | Luta qualificatória para o Money in the Bank 2012                                                        | 08:50 |
| 3   | Dolph Ziggler (com Vickie Guerrero) derrotou Alex Riley                                           | Luta qualificatória para o Money in the Bank 2012                                                        | 02:26 |
| 4   | Santino Marella, Sgt. Slaughter e "Hacksaw" Jim Duggan derrotaram Drew McIntyre, Hunico e Camacho | Luta de trios                                                                                            | 02:52 |
| 5   | Ryback derrotou Curt Hawkins (com Tyler Reks)                                                     | Luta individual                                                                                          | 01:10 |
| 6   | Zack Ryder venceu ao eliminar por último Kane                                                     | The Great American Bash Battle Royal pelo direito de se tornar gerente geral do SmackDown por uma semana | 10:46 |

1. ↑  Os outros participantes eram: Alberto Del Rio, Big Show, Brodus Clay, CM Punk, Christian, Cody Rhodes, Damien Sandow, Daniel Bryan, Dolph Ziggler, Ezekiel Jackson, The Great Khali, Heath Slater, Jack Swagger, John Cena, Justin Gabriel, Kofi Kingston, Santino Marella e Tensai.